# The Pillars of the Earth
The Pillars of the Earth — настільна гра від Міхаеля Рійнека та Штефана Штадлера, яка була випущена у 2006 році видавництвом Kosmos. Гра ґрунтується на тематичних мотивах однойменного роману Кена Фоллетта, де гравці беруть участь у будівництві середньовічного собору. Гра призначена для двох-чотирьох гравців, а одна партія триває приблизно 90-120 хвилин. Рекомендований вік гравців — від 12 років.
Завдяки здобуттю Deutscher Spiele Preis 2007 року та включенню до списку рекомендацій журі премії Spiel des Jahres, гра набула великої популярності. У жовтні 2007 року вона була однією з чотирьох настільних ігор, які були представлені на Чемпіонаті Європи з настільних ігор. Через рік після першого випуску Kosmos випустив доповнення до гри.

## Історичний контекст
Гра переносить гравців на початок XII століття. За дорученням пріора вони беруть участь у будівництві собору у вигаданому англійському місті Кінгсбридж. Як один із кількох досвідчених будівельників, гравець має завершити монументальну будівлю та зробити свій найбільший внесок у будівництво. Найняті робітники повинні добувати камінь, дерево та пісок відповідно до поточних потреб у ресурсах. Якщо інші робітники випереджають, залишається тільки купівля на ринку ресурсів. Крім того, хороші майстри потребують гідної оплати, а королівські податки можуть додатково скорочувати бюджет. Робочі умови також складні: від суворої зими до обвалів уже збудованих частин собору.
Сюжетна основа гри тісно пов'язана з романом Кена Фоллетта, за винятком головного персонажа Тома Будівельника, якого не включили, оскільки гравці самі виконують роль будівельників. Імена містечок, намальованих навколо собору, персонажі та події взяті з оригінального твору.

## Хід гри
Партія складається з шести раундів, кожен із яких завершується будівництвом частини собору. У процесі гри в центрі ігрового поля виростає дерев'яний монумент, із завершенням якого гра закінчується. Переможцем стає той, хто набере найбільше переможних очок. Ці очки підсумовуються за допомогою фішок на треку навколо ігрового поля, поруч із яким розташований трек для відстеження поточного запасу золота кожного гравця. Якщо після закінчення гри кілька гравців мають однакову кількість очок, перемагає той, хто має більше золота.

### Хід раунду

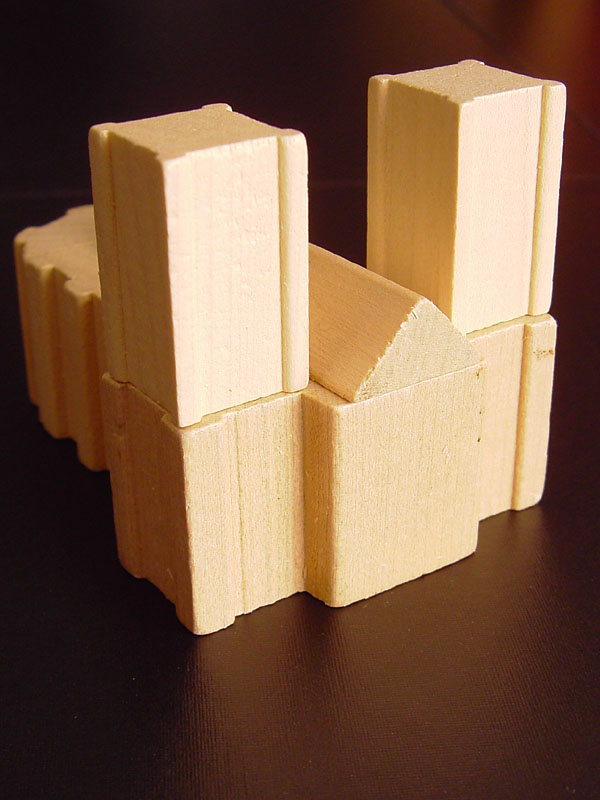
Будівництво собору в процесі гри

На початку раунду гравці по черзі озброюються новими відкритими ремісниками або відправляють своїх робітників у міста для збору ресурсів. Потім починається головний етап гри. Для кожного гравця три фігурки будівельників його кольору кладуться в мішечок. Вони витягуються по черзі, і гравець вирішує, куди відправити свого будівельника. Навколо Кінгсбриджа будівельники можуть здобути для гравця різні переваги. Наприклад, перебування в єпископському дворі захищає від негативних подій, раннє відвідування ринку забезпечує хорошу доступність ресурсів, а посланець до королівського двору може дати звільнення від податку. Також можна отримати нових ремісників або спеціальні картки переваг. Оскільки більшість місць можуть відвідати лише один будівельник, гравець, чиї будівельники витягуються раніше, отримує перевагу. Щоб компенсувати це, витрати на відправлення будівельників зростають, чим раніше вони вводяться в гру. Якщо гравець не може або не хоче скористатися раннім будівельником, він відкладається і вводиться в гру після всіх інших.
Після розподілу всіх будівельників 14 станцій навколо собору оцінюються по черзі. Остання станція — це будівництво собору, де гравці використовують ресурси, здобуті їхніми ремісниками, для роботи над церквою.

### Елементи напруженості
Чим якісніші матеріали та вищий рівень майстерності ремісника, тим більше переможних очок отримує гравець за допомогу в будівництві. Мішальники розчину або теслі, які працюють із дешевими матеріалами, приносять менше очок, ніж скульптори або органобудівники, які обробляють більш дорогі матеріали, як-от камінь або метал. Упродовж гри доступні нові, більш досвідчені ремісники, і гравці можуть заробляти більше очок із кожним раундом. Таким чином, лідерство в перших раундах може бути легко втрачене, що підтримує динаміка напруги гри.
Ще одним важливим елементом напруження є різноманітність тактик під час вибору будівельників; багато різних стратегій можуть привести до перемоги. Наприклад, гравець може зосередитися на кількох ресурсах, залучаючи відповідних ремісників, або ж накопичувати золото для купівлі потрібних ремісників, таких як золотих справ майстер.

### Особливості для двох гравців
На відміну від більшості настільних ігор, правила також дозволяють грати вдвох без суттєвих змін у механіці. Однак деякі ситуації змінюються, оскільки менша конкуренція за розподіл будівельників, що викликає критику.
Проте, гра для двох гравців залишається цікавою. Спеціально для двох було випущено гру The Pillars of the Earth: Builders Duel.

## Ігрові компоненти

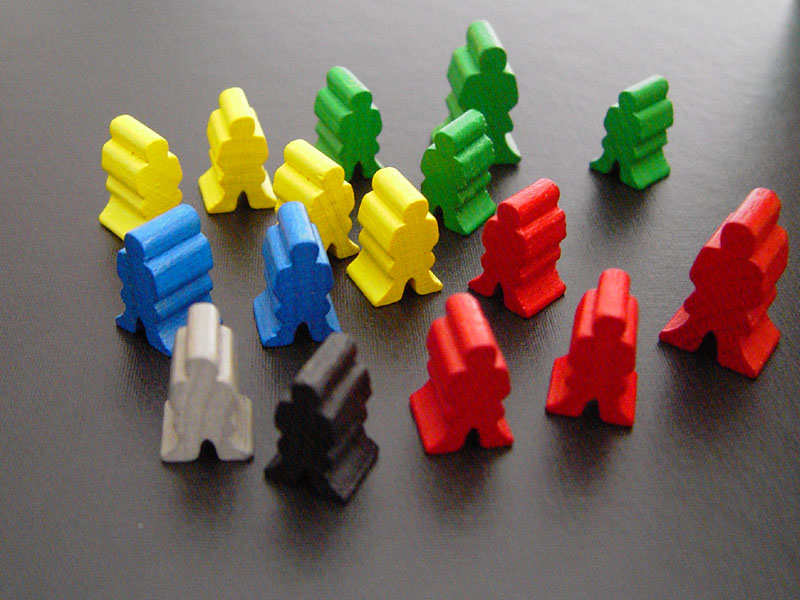
Фігурки робітників схожі на фігурки з популярної гри Каркасон

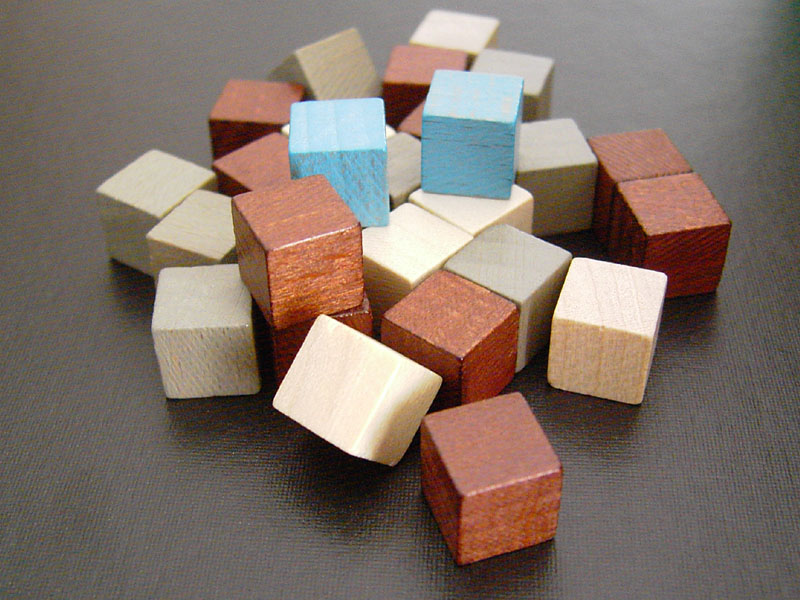
Різні ресурси представлені дерев'яними фішками різних кольорів

Ігрові компоненти виготовлені з високоякісних матеріалів, а фігурки та фішки виконані з дерева. Дерев'яний собор не має ігрового значення, а слугує лише декоративним лічильником раундів.
До складу гри входять:
- Ігрове поле
- Собор із 6 частин
- 12 будівельників (по 3 на кожного з 4 гравців)
- 32 робітники (по 1 великому та 7 маленьких у кожному з 4 кольорів)
- 5 нейтральних робітників
- 82 ресурси у 4 кольорах
- 8 маркерів для відстеження очок та золота
- Маркер вартості
- 36 карт ремісників
- 9 карт ресурсів
- 16 карт переваг
- 10 карт подій
- 4 картки-пам'ятки
- Спеціальний кубик
- Тканинний мішечок

## Ілюстрації
Гра приваблює не лише цікавим сюжетом і механікою, але й живими ілюстраціями. Відповідальний за графічне оформлення Міхаель Менцель використав свій характерний детальний стиль, який уже був помітний у його роботах для Thurn und Taxis та Thebes. Вважається, що саме завдяки чудовій графіці автор роману Кен Фоллетт вирішив дати дозвіл на створення настільної гри за його книгою.
Гра прагне не лише до естетики, але й до чіткості: різні ремісники мають кольорове маркування відповідно до оброблюваних ресурсів. Ті, хто працює з каменем, мають сіро-блакитне забарвлення, а для обробки деревини використовується червоно-коричнева палітра.

## Історія створення
Розробка гри тривала понад два роки від перших ідей авторів до фінальної версії. Після вдалого досвіду розробки ігор за мотивами літературних творів, який Міхаель Рійнек уже мав зі створенням Dracula та Around the World in 80 Days, The Pillars of the Earth було розроблено з самого початку на основі матеріалу роману Фоллетта. Ліцензування роману відбулося на пізньому етапі розробки, однак це не вважалося великим ризиком, оскільки ігрову концепцію можна було адаптувати під іншу схожу тему. Для Штефана Штадлера The Pillars of the Earth стали першою грою, де він був офіційно вказаний як автор, хоча до цього він уже брав участь у створенні кількох ігор Рійнека.

## Відгуки

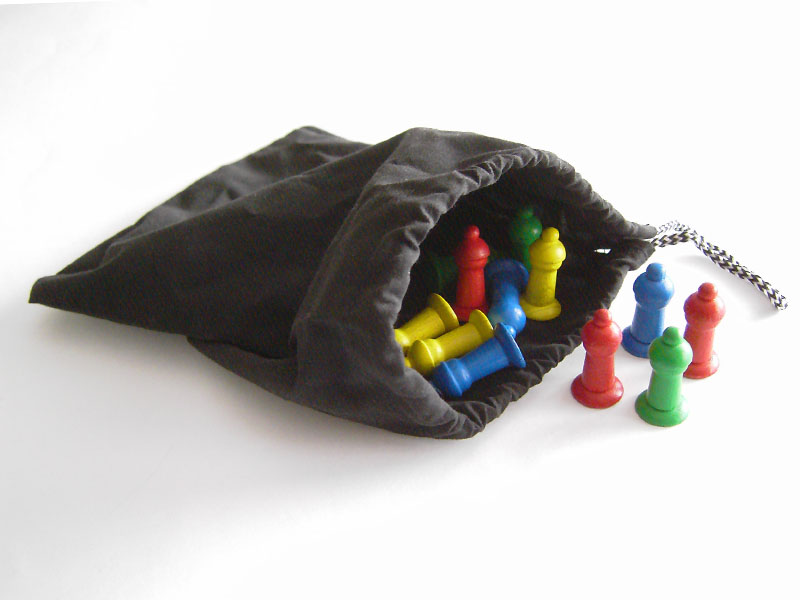
Критичний момент: будівельників витягують наосліп з мішечка

Кен Фоллетт особисто висловився про гру після того, як зіграв у неї разом зі своєю сім'єю перед її виходом:
|  | Мушу зізнатися, я ніколи не міг собі уявити, що The Pillars of the Earth одного дня стануть настільною грою. Але вона вийшла чудовою, і ми всі отримали від неї велике задоволення. |

Також у більшості незалежних рецензій гра отримала високу оцінку. Завдяки цьому деякі нагороди, зокрема Deutscher Spiele Preis, вважалися майже гарантованими ще до офіційного оголошення.
Проте, деякі елементи гри викликали критику, зокрема випадковий порядок витягування будівельників, що може створювати дисбаланс. Існує ймовірність, що гравець отримає свого першого будівельника, коли більшість бажаних місць уже зайнято, що знижує можливість тактичного планування. Журі премії Spiel des Jahres написало про це:
|  | Попри всі тактичні можливості, у грі є значний елемент випадковості, що додає емоцій. |

У результаті The Pillars of the Earth отримали лише місце в рекомендаційному списку при оголошенні переможців премії Spiel des Jahres.

## Доповнення

### The Pillars of the Earth: Expansion Set
На Міжнародних ігрових днях 2007 року в Ессені було представлено перше доповнення The Pillars of the Earth: Expansion Set. Це доповнення, яке можна використовувати лише разом з основною грою, містить додаткове ігрове поле, нових ремісників, а також фішки нових кольорів, що дозволяє грати до шести гравців. Правила гри майже не змінюються, але нове ігрове поле пропонує чотири нові локації для розміщення будівельників. На новій торговій гавані можна вигідніше продавати, ніж на звичайному ринку, будівельники можуть бути відправлені до Франції для отримання особливих карток переваг, або гравець може відправити своїх робітників у хрестовий похід, замість збору ресурсів.
Єдина значна зміна в правилах стосується порядку розміщення будівельників. Тепер кожен гравець кладе в мішечок лише двох будівельників. Коли витягується будівельник, другий будівельник гравця розміщується в кінці черги на спеціальному треку. Після витягування всіх будівельників цей трек обробляється від початку до кінця, що означає, що перший гравець, який розміщував будівельника, має додатковий недолік, розміщуючи свого третього будівельника останнім.

### Менші доповнення
Наприкінці 2007 року вийшло невелике доповнення — шість додаткових карток ремісників, що додавалися до журналу Spielbox. При незмінних правилах основної гри з доповненням або без нього, у кожну з шести фаз гри додається один додатковий ремісник до вже наявних карток. Потім одну картку закрито витягують і прибирають із гри. Крім звичайних ремісників, у доповнення також включено нові ідеї, наприклад, ринкового наглядача, який приносить переможні очки залежно від кількості гравців на ринку.

## Продовження
У жовтні 2009 року видавництво Kosmos випустило продовження World Without End, засноване на однойменному романі Кена Фоллетта, що вийшов у 2007 році. Гра також призначена для двох-чотирьох гравців. Автори гри знову стали Міхаель Рійнек та Штефан Штадлер. Це самостійна гра з іншими механіками.